# 大歲站
大歲站（日语：／ Ōtoshi eki */?）是位於山口縣山口市朝田，西日本旅客鐵道（JR西日本）的山口線車站。

## 歷史
- 1908年（明治41年）10月15日：大日本軌道山口支社（日语：大日本軌道山口支社） 新町站（現時：新山口站附近）至山口站（現時：龜山公園附近） 之間開通，大歲站啟用[1]。為一般車站。
  - 當時車站地址為山口縣吉敷郡大歲村（日语：大歳村）矢原。
- 1913年（大正2年）2月20日：大日本軌道山口支社被國有化（日语：鉄道国有法），國有鐵道車站遷移至現處。
  - 當時車站地址為山口縣吉敷郡大歲村朝田。
- 1944年（昭和19年）4月1日：隨著山口市（第二次）成立，車站地址改為山口縣山口市朝田。
- 1984年（昭和59年）2月1日：成為無人車站。
- 1987年（昭和62年）4月1日：伴隨國鐵分割民營化，車站由西日本旅客鐵道（JR西日本）營運[2]。
- 2005年（平成17年）10月1日：隨著山口市（第三次）成立，車站地址變成現時的地址。
- 2009年（平成21年）3月14日：時間表修正，快速「通勤Liner」開始停靠此站[2]。
- 2011年（平成23年）4月1日：隨著進行第66屆國民體育大會（日语：第66回国民体育大会）「來吧!山口國體」，車站大樓進行翻新。

## 車站構造

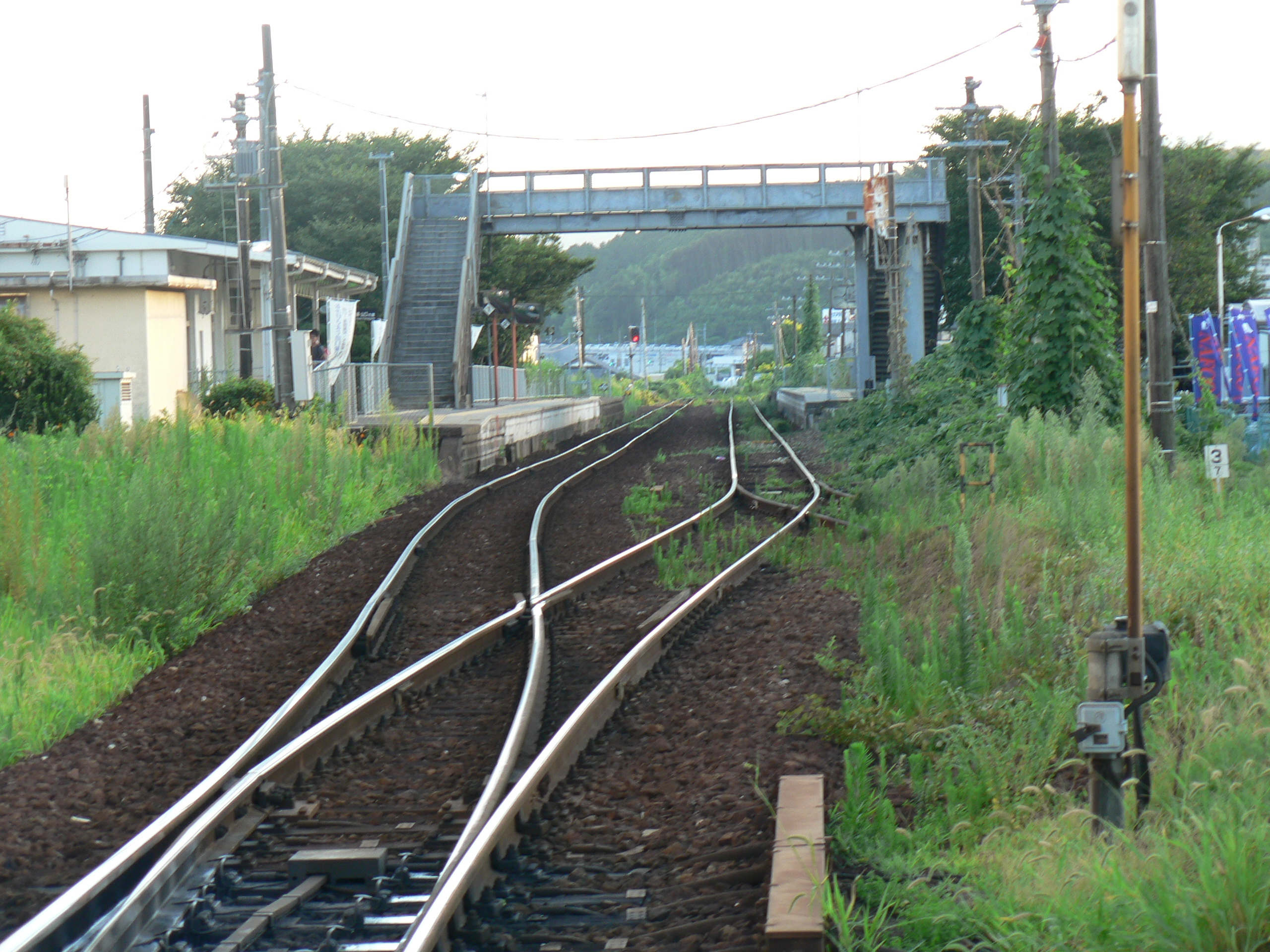
山口線大歲站，從山口一方望向平交道。
山口至新山口之間，只可在此站進行列車交會。

本站是地面車站，設有2面2線的相對式月台。車站大樓位於上行線（車站南邊）側。兩月台之間設有跨線橋連接。此站是由新山口站管理的無人車站。車站大樓內設有自動售票機。
此站是山口線新山口站至山口站之間唯一可列車交會的車站。快速「SL山口號」和特急「超級隱岐」會在此站運輸停車。另外，此站曾經設有貨物專用的側線，該處也有維護機械。

### 月台
| 月台 | 路線    | 上下行 | 方向             |
| ---- | ------- | ------ | ---------------- |
| 1    | ■山口線 | 上行   | 新山口方向       |
| 2    | ■山口線 | 下行   | 山口、津和野方向 |

## 利用狀況
以下為近年的乘車人次列表：
| 年度 | 1日平均 乘車人次 |
| ---- | ---------------- |
| 1999 | 161              |
| 2000 |                  |
| 2001 | 149              |
| 2002 | 176              |
| 2003 | 193              |
| 2004 | 178              |
| 2005 | 187              |
| 2006 | 188              |
| 2007 | 191              |
| 2008 | 183              |
| 2009 | 190              |
| 2010 | 180              |
| 2011 | 186              |
| 2012 | 198              |
| 2013 | 190              |
| 2014 | 174              |
| 2015 | 192              |
| 2016 | 209              |
| 2017 | 199              |
| 2018 | 206              |
| 2019 | 208              |

## 車站周邊
車站位於舊大歲村中心地區，該處為古老住宅區，隨著都市化發展，此站發展了新興住宅區。
- 山口縣立山口綜合支援學校
- 山口市大歲地域交流中心（日语：山口市役所#地域交流センター）（舊山口市政廳（日语：山口市役所）大歲出張所、大歲公民館）
- 大歲郵局
- 維新百年紀念公園（日语：維新百年記念公園）（維新公園） - 距離車站約700米（步行約10分鐘）縣道宮野大歲線（日语：山口県道204号宮野大歳線）（舊國道9號）上。
  - 維新百年紀念公園陸上競技場（日语：維新百年記念公園陸上競技場） - 距離車站約1公里（步行約12分鐘）。J聯賽山口雷法足球會的主場館[4]。另外，由維新公園管理的（一財）山口縣設施管理財團，鄰站矢原站比較較近該設施[5]。
- 山口縣立西京高等學校（日语：山口県立西京高等学校） - 車站東南方2公里處，需要越過椹野川（日语：椹野川）
- 松下 日本電子設備 鋁電容器事業部（日语：パナソニックグループ）（舊・山口松下電器）
- 山口宇部道路（日语：山口宇部道路） 朝田交匯處（日语：朝田インターチェンジ）
- NAFCO家居廣場 山口店、NAFCO Two One Style山口店（日语：ナフコ (ホームセンター)）

## 相鄰車站
西日本旅客鐵道（JR西日本）
■山口線
■快速「通勤Liner」
新山口－大歲－矢原
■普通
仁保津－大歲－矢原

## 注腳
1. 1 2  歴史でめぐる鉄道全路線 国鉄・JR 7号、12頁
2. 1 2  歴史でめぐる鉄道全路線 国鉄・JR 7号、15頁
3. ↑  山口県統計年鑑 （页面存档备份，存于）（日語） - 山口縣
4. ↑  . レノファ山口FC.   [2016-02-17]. （原始内容存档于2021-05-13） （日语）.
5. ↑  . 維新百年記念公園指定管理者 (一財)山口県施設管理財団.   [2015-06-20]. （原始内容存档于2018-08-11） （日语）.

## 外部連結
- 大歲｜車站資訊：JR出門網 - 西日本旅客鐵道（日語）